# Telepantalla
La telepantalla (en inglés: telescreen) es un dispositivo ficticio inventado por George Orwell en su novela 1984. Se trata a la vez de un sistema de televisión que difunde permanentemente mensajes de propaganda del Partido y de un monitor de vídeo que permite a la Policía del Pensamiento escuchar y ver lo que se hace en cada habitación donde se encuentra una de ellas. Solo los miembros del Partido interior pueden apagar la telepantalla que se encuentra en su domicilio, aunque únicamente durante media hora.
En la novela se la describe como: "... an oblong metal plaque like a dulled mirror which formed part of the surface of the [right-hand] wall... ", una placa oblonga de metal, como un espejo opaco, la cual formaba parte de la superficie de la pared.

Los proletarios no están sujetos a ella porque no representan una amenaza para el Partido: “La gran mayoría de ellos no tiene telepantalla en casa...” (1984, Capítulo 7).
A inicios de la televisión, la confusión entre receptor y cámara era una inquietud muy difundida. También se han establecido paralelos con la idea de un panóptico, así como con un ordenador hackeado dotado de una cámara web y una conexión de Internet.